# جفرز (مینه‌سوتا)
جفرز، مینه‌سوتا (به انگلیسی: Jeffers, Minnesota) یک شهر در ایالات متحده آمریکا است که در شهرستان کاتنوود، مینه‌سوتا واقع شده‌است.

## خصوصیات
جفرز ۰٫۹۸ کیلومترمربع مساحت و ۳۶۹ نفر جمعیت دارد و ۴۵۲ متر بالاتر از سطح دریا واقع شده‌است.